# Жереми Менез
Жереми́ Мене́з (на френски: Jérémy Ménez, френско произношение: [ʒe.ʁe.mi me.nɛz]) е френски футболист, който играе като нападател. Mенез е описван като еднакво добре играещ с двата крака, технически опитен, динамичен плеймейкър.